# James Buchli
James Buchli (ur. 20 czerwca 1945 w New Rockford) – amerykański inżynier, pilot i astronauta.

## Życiorys
W 1963 ukończył szkołę w Fargo, w 1967 uzyskał dyplom z inżynierii astronautycznej na United States Naval Academy, a w 1975 dyplom z systemów inżynierii aeronautycznej na University of West Florida. Służył w United States Marine Corps, został wysłany do Wietnamu Południowego, skąd wrócił w 1969, później szkolił się na lotnika morskiego w Pensacoli, później był pilotem myśliwskim i szturmowym na Hawajach, w Iwakuni (Japonia) i w Namphong w Tajlandii. Ma wylatane ponad 4200 godzin. 16 stycznia 1978 został kandydatem NASA na astronautę, w sierpniu 1979 włączono go do grupy astronautów, był zapasowym członkiem załóg misji STS-1 i STS-2. Po przejściu szkolenia na specjalistę misji, od 24 do 27 stycznia 1985 odbywał lot kosmiczny STS-51-C trwający 3 dni, godzinę i 34 minuty. Drugą jego misją była STS-61-A od 30 października do 6 listopada 1985 trwająca 7 dni i 44 minuty; była to największa dotychczas (ośmioosobowa) ekspedycja kosmiczna. Od 13 do 18 marca 1989 uczestniczył w misji STS-29, spędzając w kosmosie 4 dni, 23 godziny i 39 minut. Od 12 do 18 września 1991 brał udział w misji STS-48 trwającej 5 dni, 8 godzin i 27 minut.
Łącznie spędził w kosmosie 20 dni, 10 godzin i 24 minuty.
Stowarzyszenie Uczestników Lotów Kosmicznych (Association of Space Explorers) przyznało mu Universal Astronaut Insignia za lot orbitalny (nr 158).